# The Most Beautiful Moment in Life, Pt. 1
The Most Beautiful Moment in Life, Pt. 1 (화양연화 pt.1?, 花樣年華 pt.1?, Hwa-yang-yeonhwa pt. 1LR) è il terzo EP del gruppo musicale sudcoreano BTS, pubblicato il 29 aprile 2015.

## Antefatti e pubblicazione
Il 6 aprile 2015, i BTS hanno annunciato che il 29 dello stesso mese sarebbe uscito un nuovo disco, alla cui scrittura avevano preso parte tutti i membri. Il 17 aprile è stato pubblicato su YouTube un trailer animato, in cui appare il brano introduttivo cantato solo da Suga, Intro: The Most Beautiful Moment in Life, mentre il titolo del disco è stato svelato due giorni dopo. La tracklist è stata pubblicata il 26 aprile e include due brani, Boyz with Fun e Converse High, già eseguiti in precedenza durante il concerto BTS Live Trilogy Episode I: BTS Begins tenutosi a Seul il 29 marzo.
Il 19 settembre 2015 è uscita l'edizione giapponese dell'EP, accompagnata da un DVD contenente i videoclip di I Need U e Dope, i dietro le quinte delle riprese e una galleria di foto.

## Descrizione
L'EP è il primo disco della trilogia The Most Beautiful Moment in Life, ispirata da una conversazione tra Bang Si-hyuk, fondatore della Big Hit Entertainment, e Suga, durante la quale quest'ultimo aveva affermato di non voler diventare adulto, perché se una persona non perdeva di vista il proprio sogno e s'impegnava per realizzarlo era ancora un ragazzo. Rispetto alla trilogia che l'ha preceduto, focalizzata sulle opinioni dei BTS nei confronti della scuola, The Most Beautiful Moment in Life adotta concetti e punti di vista più universali, trattando del periodo di crescita verso la vita adulta. Rap Monster ha dichiarato in un'intervista: "Il significato originale di 화양연화 (Hwa-yang-yeonhwa) è 'il momento più bello e felice della vita'. Non è solo bello e felice, ma anche bello, felice e breve, quindi allo stesso tempo è un po' rischioso e incerto. Questo album si focalizza sul rischio", descrivendolo come più emotivo e "concentrato sul toccare le orecchie e i cuori delle persone", mentre Suga l'ha definito più melodico. Musicalmente pone maggiore enfasi sulle voci cantate anziché sul rap, segnando una nuova direzione per il gruppo, con l'hip hop che viene utilizzato non più come concept generale, ma come atteggiamento di base e come uno di diversi aspetti musicali. Il sound incorpora inoltre generi come cloud rap e future bass.
Nel testo della prima traccia, Intro: The Most Beautiful Moment in Life, Suga utilizza la pallacanestro come metafora delle sfide della vita e, colpito da un attacco di panico, esprime il terrore che prova a causa del mondo e delle sue stesse riflessioni. Il ragazzo che gioca a basket è usato come allegoria del periodo della giovinezza dove s'intersecano fiducia e ansia, incarnando il tema dell'intera serie di dischi. L'apripista I Need U è una ballata sulla perdita e la disperazione che fonde riff R&B, sintetizzatori ariosi e armonie vocali per parlare di una relazione già conclusa ma che non si riesce a lasciar andare. Seguono Hold Me Tight, un pezzo mid-tempo influenzato da contemporary R&B e hip hop che alterna voci vulnerabili e rap ritmici mentre il narratore supplica l'ascoltatore di fidarsi di lui e restare, e Skit: Expectation!, in cui i BTS esprimono attesa e preoccupazione verso un successo in arrivo. Dope ha una melodia allegra suonata da sassofoni e trombe, mentre i testi celebrano il sacrificio e il duro lavoro in opposizione alle serate improduttive trascorse in discoteca. Boyz with Fun, la cui base strumentale richiama il funk hip hop degli anni Ottanta, racconta la storia della gioventù che si diverte; in Converse High, invece, la band parla di sentimenti romantici verso un interesse amoroso utilizzando le scarpe da ginnastica Converse come metafora. Moving On è una traccia personale sul trasferimento del gruppo nel suo nuovo dormitorio, che rispecchia inoltre il concetto di voltare pagina e aprirsi a cambiamenti positivi nella propria vita. Il disco è chiuso da Outro: Love Is Not Over, che parla della conclusione tragica di un rapporto.

### Grafica
L'EP è uscito in due versioni graficamente diverse studiate dal visual team della Big Hit Entertainment guidato da Kim Seong-hyun. La versione rosa simboleggia il concetto della "piena fioritura", mentre la versione blu e grigia – colori tradizionalmente associati all'ansia e alla depressione – esprime la "tristezza del non sapere quando i fiori sbocciati cadranno". Le due copertine sono state disegnate in stile vaporwave.

## Promozione
Il 29 aprile 2015, i BTS hanno organizzato una trasmissione speciale in diretta intitolata I Need You, BTS on Air, che è andata in onda su Naver Starcast. Il giorno successivo, il gruppo si è esibito per la prima volta in televisione a M Countdown. Boyz with Fun e Converse High sono state ritenute inadatte alla trasmissione dalla KBS a causa dei testi contenenti linguaggio scurrile e nomi di marchi, quali Converse, Chanel e Alexander McQueen; la seconda canzone è stata proibita anche dalla MBC. ll 30 aprile è anche uscito il videoclip di I Need U. Inizialmente bollato come non adatto ai minori di 19 anni, giacché mostra i membri del gruppo come giovani problematici, la sua valutazione è stata abbassata a non adatto ai minori di 15 anni dopo un rimontaggio. Il 10 maggio è stata caricata online la versione originale senza tagli, che include quasi due minuti in più di scene estese e temi più oscuri. Il gruppo ha concluso le promozioni di I Need You il 31 maggio a Inkigayo. Il 13 giugno 2015, i BTS hanno annunciato il secondo giro di promozioni, che sarebbe avvenuto portando in scena Dope, il cui video musicale è uscito il 24 giugno. Le esibizioni televisive sono cominciate il giorno successivo a M Countdown e si sono concluse il 5 luglio a Inkigayo.

## Accoglienza
The Most Beautiful Moment in Life, Pt. 1 è stato inserito da Fuse tra i ventisette migliori album del 2015 fino a quel momento, l'unico di un artista coreano. Nella sua recensione, Jeff Benjamin ha scritto che "i ragazzi hanno creato il loro lavoro finora più solido e l'hanno fatto trovando un fantastico equilibrio" tra musica morbida e rap aggressivi.
Il critico Kim Young-dae ha indicato I Need U e Dope come "rappresentazioni più eclettiche" della transizione dei BTS verso una musica più melodica, ritenendole "pezzi archetipici" della loro intera discografia. Ha inoltre individuato una maggior sperimentazione nella produzione, ponendola come "punto di origine della visione del mondo e del linguaggio figurato unici dei BTS".

## Tracce
1. Suga – Intro: The Most Beautiful Moment in Life (화양연화?, Hwa-yeong-yeonhwaLR) – 2:03 (Slow Rabbit, Suga)
2. I Need U – 3:31 (Pdogg, "Hitman" Bang, Rap Monster, Suga, J-Hope, Brother Su)
3. Hold Me Tight (잡아줘?, Jab-ajwoLR) – 4:35 (Slow Rabbit, Pdogg, V, Rap Monster, Suga, J-Hope, Kim Beon-chang)
4. Skit: Expectation! – 2:27
5. Dope (쩔어?, Jjeor-eoLR) – 4:00 (Slow Rabbit, Gwotbangmang-i, "Hitman" Bang, Rap Monster, Suga, J-Hope)
6. Boyz with Fun (흥탄소년단?, HeungtansonyeondanLR) – 4:04 (Suga, Pdogg, "Hitman" Bang, Rap Monster, J-Hope, Jin, Park Ji-min, V)
7. Converse High – 3:29 (Pdogg, Slow Rabbit, Rap Monster, Suga, J-Hope)
8. Moving On (이사?, IsaLR) – 4:52 (Pdogg, Rap Monster, Suga, J-Hope)
9. Outro: Love Is Not Over – 2:23 (Jeon Jung-kook, Slow Rabbit, Pdogg, Jin)

## Formazione
Crediti tratti dalle note di copertina dell'EP.
Gruppo
- Jin – voce, scrittura (tracce 6, 9)
- Suga – rap, scrittura (tracce 1-3, 5-8), produzione (traccia 6), tastiera (traccia 6), sintetizzatore (traccia 6), arrangiamento voci e rap (traccia 6)
- J-Hope – rap, scrittura (tracce 2-3, 5-8)
- Rap Monster – rap, scrittura (tracce 2-3, 5-8), ritornello (traccia 7)
- Park Ji-min – voce, scrittura (traccia 6)
- V – voce, scrittura (tracce 3, 6), ritornello (traccia 5)
- Jeon Jung-kook – voce, scrittura (traccia 9), ritornelli (tracce 2-3, 5-9), produzione (traccia 9), tastiera (traccia 9), arrangiamento voci (traccia 9)

Produzione
- "Hitman" Bang – scrittura (tracce 2, 5-6), produzione (traccia 4)
- Brother Su – scrittura (traccia 2)
- Alex DeYoung – mastering
- Gwotbangmang-i – scrittura (traccia 5)
- Bob Horn – missaggio (traccia 6)
- Jung Jae-pil – chitarra (traccia 7)
- Master Key – missaggio (traccia 7)
- Kim Beon-chang – scrittura (traccia 3)
- Pdogg – scrittura (tracce 2-3, 6-9), arrangiamento rap (tracce 1-3, 5, 7-8), registrazione (tracce 1-3, 5-8), produzione (tracce 2, 4-8), tastiera (tracce 2, 5-8), sintetizzatore (tracce 2, 5, 7-8), arrangiamento voci (tracce 2, 5-6, 8)
- James F. Reynolds – missaggio (tracce 2, 5)
- Slow Rabbit – scrittura (tracce 1, 3, 5, 7, 9), produzione (tracce 1, 3, 7, 9), tastiera (tracce 1, 3, 7, 9), sintetizzatore (tracce 1, 3, 9), arrangiamento voci (tracce 3, 6-9), registrazione (tracce 3, 6-9)
- Yang Ga – missaggio (tracce 1, 3, 8-9)

## Successo commerciale
L'EP ha esordito alla seconda posizione della Gaon Weekly Album Chart ed è salito alla prima durante la settimana successiva, oltre ad essere secondo nella classifica mensile di maggio. È stato il sesto disco più venduto in Corea del Sud nel 2015 con oltre 200 000 copie. In Giappone, ha debuttato alla posizione 24 della Oricon Weekly Album Chart e alla 45 della Oricon Monthly Album Chart.
Negli Stati Uniti ha esordito secondo nella Billboard World Albums Chart, ha avuto il picco alla posizione 6 della Billboard Top Heatseekers Chart ed è entrato nella Billboard Independent Albums Chart per la prima volta in posizione numero 20, i massimi piazzamenti raggiunti fino a quel momento dal gruppo. Sei canzoni sono entrate nella Billboard World Digital Songs Chart, con I Need U al quarto posto, seguita da Dope (numero 11, che è salita poi al 3), Hold Me Tight (numero 12), Boyz with Fun (numero 13), Converse High (numero 15) e Outro: Love is Not Over (numero 25).
Subito dopo l'uscita del disco, I Need U è diventata una parola chiave di tendenza sui motori di ricerca coreani e si è piazzata prima nelle classifiche in tempo reale di vari siti, oltre a entrare nella top 10 delle classifiche in tempo reale di Melon, Bugs e Naver Music. Ha debuttato alla quinta posizione sia della Gaon Weekly Digital Chart che della Download Chart con 93.790 unità digitali vendute durante la prima settimana. Il 15 maggio 2015, ha vinto il premio del programma musicale The Show, segnando la prima vittoria del gruppo dal giorno del debutto. Il video musicale ha raggiunto il milione di visualizzazioni in sedici ore, mentre quello di Dope in meno di quindici, più in fretta di qualunque altro video i BTS avessero pubblicato fino ad allora. Dope ha acquisito una considerevole attenzione internazionale poiché è diventata oggetto di numerosi reaction video su YouTube, diventando il primo video musicale del gruppo a superare 100 milioni di visualizzazioni su YouTube nell'ottobre 2016.

## Classifiche

### Classifiche settimanali
| Classifica (2015-23)           | Posizione massima |
| ------------------------------ | ----------------- |
| Belgio (Fiandre)               | 186               |
| Belgio (Vallonia)              | 180               |
| Corea del Sud                  | 1                 |
| Croazia                        | 12                |
| Giappone                       | 24                |
| Giappone (edizione giapponese) | 9                 |

### Classifiche di fine anno
| Classifica (2015) | Posizione |
| ----------------- | --------- |
| Corea del Sud     | 6         |
| Classifica (2016) | Posizione |
| Corea del Sud     | 25        |
| Classifica (2017) | Posizione |
| Corea del Sud     | 60        |
| Classifica (2018) | Posizione |
| Corea del Sud     | 59        |
| Classifica (2019) | Posizione |
| Corea del Sud     | 69        |
| Classifica (2020) | Posizione |
| Corea del Sud     | 99        |
| Classifica (2021) | Posizione |
| Corea del Sud     | 78        |

## Riconoscimenti
- Circle Chart Music Award
  - 2016 – Candidatura Album dell'anno – secondo trimestre[53]
- Golden Disc Award
  - 2016 – Bonsang - sezione album[54]
  - 2016 – Candidatura Daesang - sezione album[55]
- Mnet Asian Music Award
  - 2015 – Candidatura Album dell'anno[56]
- Soompi Award
  - 2016 – Candidatura Album dell'anno[57]